# 農業協同組合 (韓国)

農業協同組合のロゴ

農業協同組合（のうぎょうきょうどうくみあい、NACF）は、大韓民国における農業生産力の増進と農民の経済的・社会的な地位の向上を促進し、以て国家経済の発展に寄与することを目的に設立された、農民による協同組織体。略称は農協（ノンヒョプ、NH）。

## 沿革
1961年に設立された。現在、韓国各地で運営しているスーパーマーケットにて国産の農作物を売っている。他にも、農民支援のために、金融業務や保険業務も扱っている。2000年7月1日、旧農協は組職基盤を固めるために、畜産業協同組合（畜協、NLCF）や人参協同組合と統合した。2012年3月2日、金融や保険、信用事業を分離し、NH農協金融持株株式会社を設立し、これは現在NH農協銀行、NH投資証券などを傘下に持つ。

## スローガン「身土不二」
韓国農協での「身土不二」運動は「韓国国産の農産物を消費しよう」というもので、韓国農協は韓国国産のみの販売を原則としている。
現在、農協は農産物市場における国際競争を勝ち抜けるために、韓国農業の国際的競争力を強化し、同時に活気がある農村社会を作ることを課題としている。なお、農産物市場の国際化に鑑み、農協は日本で韓国農協インターナショナル株式会社を設立し、キムチなどの農産物を輸入・販売している。

## 関連記事
- セマウル運動
- 身土不二
- 農業協同組合 (世界)